# Maritim (Label)
Maritim ist ein Label für Hörspiele aller Art, das seit der Gründung Ende der 1960er in unterschiedlichen Besitzer-Konstellationen aktiv ist.

## Geschichte
Ende der 1960er gegründet, war Maritim ursprünglich ein Label des Verlagshauses John Jahr und veröffentlichte Dokumentationen auf LP. Später ging das Label an Gruner + Jahr und die Bertelsmann-Gruppe. In dieser Zeit wurde Maritim als größter Konkurrent des Labels Europa wahrgenommen. Es entstanden Produktionen wie die Kleine Hexe Klavi-Klack, Perry Clifton, Karl-May-Inszenierungen von Kurt Vethake und anderen oder Tim & Struppi. Bei Hörspielen, die speziell für Kinder produziert wurden, stand neben dem Logo noch der Zusatz Maritimchen. Wild-West-Produktionen, z. B. von Karl May, trugen den Zusatz Gaucho.
Ende der 1990er begann der Dortmunder Unternehmer Carsten Hermann, Betreiber des Hörspiel-Archivs, mit der Produktion neuer Hörspielreihen unter dem Namen Maritim. Unter Hermann entstanden Reihen wie die Sherlock-Holmes-Vertonungen mit Christian Rode und Peter Groeger, Pater Brown, Mimi Rutherford, Die größten Fälle von Scotland Yard, Danger oder Dark Trace. 2014 ging der Maritim Verlag eine langfristige Kooperation mit Highscore Music ein. Dadurch sollten viele Titel als Download oder Stream wiederveröffentlicht werden.
2015 wurde Maritim von Sebastian Pobot, Geschäftsführer von Highscore Music, übernommen und der Verlagskatalog mit Pobots Hörspiel-Inhalten fusioniert, wodurch der größte unabhängige Hörspielkatalog entstand. Seitdem wird auch die Hörspiel-Sparte von Highscore Music unter der Marke Maritim-Verlag weitergeführt.

## Produktionen

### Vertonungen mit literarischer Vorlage

#### Tim und Struppi
| Folge | Titel                               | Produktionsjahr | Verlag / Label           |
| ----- | ----------------------------------- | --------------- | ------------------------ |
| 01    | Die Krabbe mit den goldenen Scheren | 1984            | Maritim / Ariola Express |
| 02    | Das Geheimnis der Einhorn           | 1984            | Maritim / Ariola Express |
| 03    | Der Schatz Rackhams des Roten       | 1984            | Maritim / Ariola Express |
| 04    | Reiseziel Mond                      | 1984            | Maritim / Ariola Express |
| 05    | Der Fall Bienlein                   | 1984            | Maritim / Ariola Express |
| 06    | Die Juwelen der Sängerin            | 1984            | Maritim / Ariola Express |
| 07    | Die sieben Kristallkugeln           | 1984            | Maritim / Ariola Express |
| 08    | Flug 714 nach Sydney                | 1984            | Maritim / Ariola Express |
| 09    | Kohle an Bord                       | 1984            | Maritim / Ariola Express |
| 10    | Tim und die Picaros                 | 1984            | Maritim / Ariola Express |
| 11    | Tim in Tibet                        | 1984            | Maritim / Ariola Express |
| 12    | Der geheimnisvolle Stern            | 1984            | Maritim / Ariola Express |

Die Hörspielfolgen sind überwiegend auf Hörspielkassetten (MCs) und teilweise auf Langspielplatten (LPs) erschienen.
Die Sprecher der Hauptrollen sind Lutz Schnell als Tim (wie bei der Fernsehserie), Gottfried Kramer als Kapitän Haddock, Joachim Wolff als Professor Bienlein sowie Günter Lüdke und Klaus Wagener als Schulze und Schultze. Eine besondere Rolle nimmt Wolfgang Buresch als Struppi ein, der den Part des Erzählers spricht.

#### Edgar-Wallace-Reihe
1. Edgar Wallace: Der Zinker. Mit Manfred Krug und Sascha Draeger, Alexandra Doerk u. a. Gruner + Jahr, Hamburg 1982, Best.-Nr. maritim 295 036-210 (LP).
2. Edgar Wallace: Der Frosch mit der Maske. Mit Manfred Krug und Sascha Draeger, Alexandra Doerk u. a. Gruner + Jahr, Hamburg 1982, Best.-Nr. maritim 295 037-210 (LP).
3. Edgar Wallace: Der Hexer. Mit Manfred Krug und Sascha Draeger, Alexandra Doerk u. a. Gruner + Jahr, Hamburg 1982, Best.-Nr. maritim 295 035-210 (LP).
4. Edgar Wallace: Die toten Augen von London. Mit Manfred Krug und Sascha Draeger, Alexandra Doerk u. a. Gruner + Jahr, Hamburg 1982, Best.-Nr. maritim 295038-210 (LP).
5. Die Bande des Schreckens (1982, Henry Kielmann, Manoel Ponto, Rolf Jülich)
6. Neues vom Hexer (1982, Henry Kielmann, Manoel Ponto, Peter von Schulz)
7. Das Gasthaus an der Themse (1982, Henry Kielmann, Manoel Ponto, Renate Pichler)
8. Der unheimliche Mönch (1982, Henry Kielmann, Manoel Ponto, Joachim Richert)*
9. Das Geheimnis der gelben Narzissen (1983, Rolf Jülich, Pia Werfel, Lothar Zibell)
10. Die Tür mit den 7 Schlössern (1983, Rolf Jülich, Gaby Libbach, Harald Pages)
11. Der grüne Bogenschütze (1983, Rolf Jülich, Matthias Grimm, Gottfried Kramer)
12. Das indische Tuch (1983, Rolf Jülich, Gerda Gmelin, Manfred Wohlers)

Ab 2004 unternahm das Label Maritim einen Versuch der Fortsetzung der Wallace-Hörspiele. Den Erzähler in allen vier Teilen gibt die vertraute Stimme von Eckart Dux.
- Das Gesicht im Dunkeln (2004, Eckart Dux, Thomas Kröger, Tim Knauer)
- Bei den drei Eichen (2004, Eckart Dux, Achim Schülke, Till Endemann)
- Der Unheimliche (2006, Eckart Dux, Robert Missler, Eva Michaelis)
- Der Banknotenfälscher (2006, Eckart Dux, Mark Bremer, Christine Pappert)

#### Hercule Flambeau’s Verbrechenvon Ellen B. Crown nach Motiven von Gilbert Keith Chesterton
1. Schattenfeuer
2. Corpus Christi
3. Das Haus der Schlange
4. Die 1000 Augen der Maja

#### Karl May
Unter der Regie von Kurt Vethake und andern sind 30 Hörspiele entstanden, von denen auch einige auf CD erschienen sind. Einige Titel wurden vorher bereits bei anderen Labeln veröffentlicht und als Lizenzware bei Maritim veröffentlicht.
Folgen-Index
1. Durch die Wüste
2. Durchs wilde Kurdistan
3. In den Schluchten des Balkan
4. Der Schut
5. Winnetou I
6. Winnetou II
7. Winnetou III
8. Winnetou IV
9. Am Rio de la Plata
10. In den Kordilleren
11. Old Surehand I
12. Old Surehand II
13. Im Lande des Mahdi I
14. Im Lande des Mahdi II
15. Im Lande des Mahdi III
16. Satan und Ischariot I
17. Satan und Ischariot II
18. Im Reiche des silbernen Löwen
19. Unter Geiern
20. Der Schatz im Silbersee
21. Der Ölprinz
22. Halbblut
23. Das Vermächtnis des Inka
24. Der blaurote Methusalem I
25. Der blaurote Methusalem II
26. Die Sklavenkarawane I
27. Die Sklavenkarawane II
28. Die Pyramide des Sonnengottes
29. Trapper Geierschnabel
30. Die Juweleninsel

#### Pater Brownvon Gilbert Keith Chesterton
1. Das Geheimnis im Garten
2. Der Hammer Gottes
3. Die fliegenden Sterne
4. Die drei Todeswerkzeuge
5. Das Auge des Apoll
6. Die Sünden des Prinzen Saradin
7. Das Paradies der Diebe
8. Die falsche Form
9. Der Mann im Gang
10. Das Duell des Dr. Hirsch
11. Der Kopf des Caesar
12. Die Ehre des Israel Gow
13. Der Geist von Gideon Wise
14. Das Verhängnis der Daraways
15. Die seltsamen Schritte
16. Der Fehler in der Maschine
17. Der Fluch der Pendragons
18. Der geflügelte Dolch
19. Ein Pfeil vom Himmel
20. Der Gott des Gongs
21. Das Märchen des Pater Brown
22. Die purpurfarbene Perücke
23. Das Zeichen des zerbrochenen Säbels
24. Pater Browns Auferstehung
25. Heiteres Pfarrfest
26. Todbringende Eucharistie
27. Penelope
28. Die Leiche im Straßengraben
29. Pater Brown macht Urlaub
30. Raue See
31. Die Blutstein-Legende
32. Der Spieler und das Mädchen
33. Der Kuss des Todes
34. Das Schloss der lebenden Schatten
35. Rätsel um Milena
36. Diamanten-Express
37. Nur im Gefängnis sicher
38. Wo der Pater starb
39. Die Entführung von Baby Rose
40. Der Künstler und sein Model
41. Aus dem Ei gepellt
42. Der tote Herzensbrecher
43. Der weiße Skorpion 1
44. Der weiße Skorpion 2 – Meridian
45. Im Auge des Jaguars
46. Signum Regis
47. Astro Creep – Tödliche Zeichen
48. Die Krone von Ampur
49. Die Henkersmahlzeit
50. Der Engel ohne Flügel
51. Die Todesschlinge
52. Das Rätsel der schwarzen Nonne
53. Der Unschuldsbeweis
54. Der schlafende Schutzpatron
55. Tödliche Apfelernte
56. Der Flug der Schwalben
57. Stille Wasser
58. Die Dame in Grün
59. Der Judasbaum
60. Der Feuerteufel von Newton
61. Die gebrochene Kerze
62. Grube, Dame, As und Tod
63. Die Legende vom Hohlweg
64. Der Tod lässt bitten
65. Böse Überraschungen

Die ersten 24 Episoden basieren auf den Originalgeschichten von Chesterton. Für die darauffolgenden Episoden arrangierte der Verlag neue Autoren wie z. B. Thomas Tippner, Ben Sachtleben oder Maureen Butcher.

#### Sherlock Holmes
Von 2003 bis 2011 veröffentlichte Maritim als erstes und bisher einziges deutschsprachiges Hörspiellabel eine Adaption von sämtlichen 60 Originalgeschichten von Sir Arthur Conan Doyle. Anschließend wurde die Reihe in den Jahren 2013 und 2014 mit fünf selbstgeschriebenen Fällen fortgesetzt, die lediglich auf Motiven Doyles basieren.
Die Hauptrollen sprachen Christian Rode als Sherlock Holmes und Peter Groeger als sein Begleiter Dr. Watson. In einer wiederkehrenden Rolle war außerdem Volker Brandt als Inspektor Lestrade zu hören.
Die Hörspiele erschienen sowohl als Einzel-CDs, als auch als Boxen mit je drei bis vier Folgen. Die ersten 16 Geschichten erschienen außerdem noch auf MC, Folge 50 wurde zum Jubiläum als Vinyl herausgegeben. 2015 wurden die Originalskripte der ersten 20 Hörspiele zusätzlich als E-Book veröffentlicht. Die Skripte der ersten zehn Folgen dienten 2016 außerdem als Vorlage für eine Heftroman-Reihe beim Kelter Verlag.
Folgen-Index:
1. Das Haus bei den Blutbuchen
2. Der blaue Karfunkel
3. Das Musgrave-Ritual
4. Die fünf Orangenkerne
5. Die sechs Napoleons
6. Das Tal der Furcht (Doppel-CD)
7. Der Vampir von Sussex
8. Der Patient
9. Ein Skandal in Böhmen
10. Der Baumeister von Norwood
11. Die drei Garridebs
12. Eine Studie in Scharlachrot (Doppel-CD)
13. Der griechische Dolmetscher
14. Die tanzenden Männchen
15. Die Internatsschule
16. Der zweite Fleck
17. Silberpfeil
18. Der Hund der Baskervilles (Doppel-CD)
19. Der Angestellte des Börsenmaklers
20. Der Landadel von Reigate
21. Der Bucklige
22. Das Geheimnis der Gloria Scott
23. Der Flottenvertrag
24. Im Zeichen der Vier (Doppel-CD)
25. Das gelbe Gesicht
26. Das Diadem
27. Der vermisste Rugbyspieler
28. Der Mann mit der entstellten Lippe
29. Die Liga der Rothaarigen
30. Eine Frage der Identität
31. Die drei Giebel
32. Der rote Kreis
33. Der schwarze Peter
34. Charles Augustus Milverton
35. Die verschleierte Mieterin
36. Der Teufelsfuß
37. Die einsame Radfahrerin
38. Das gesprenkelte Band
39. Die Thor-Brücke
40. Der goldene Kneifer
41. Abbey Grange
42. Das Rätsel von Boscombe Valley
43. Die Pappschachtel
44. Die Bruce-Partington-Pläne
45. Das Verschwinden der Lady Carfax
46. Die Löwenmähne
47. Der Mazarin-Stein
48. Der illustre Klient
49. Der erbleichte Soldat
50. Shoscombe Old Place
51. Der Farbenhändler im Ruhestand
52. Wisteria Lodge
53. Der Detektiv auf dem Sterbebett
54. Die drei Studenten
55. Der Mann mit dem geduckten Gang
56. Der Daumen des Ingenieurs
57. Der adelige Junggeselle
58. Das letzte Problem
59. Das leere Haus
60. Seine Abschiedsvorstellung
61. Wie Watson den Trick lernte
62. Der verschwundene Sherlock Holmes
63. Die drei Mörder des Sir William
64. Nebel des Schreckens
65. Als der Meister sich verlor
66. Der Tod zu Gast auf Mallory Manor (veröffentlicht durch Hermann Media)

### Original-Hörspiele

#### Annwynvon Ascan von Bargen (2004–2005)
1. Die Tore der Anderwelt
2. Die Tore der Anderwelt II

#### Requiemvon Ascan von Bargen (2006–2009)
1. Nacht des Schreckens
2. Margots Blutfest

#### *Danger(2007–2010; seit 2016)
1. Exit-US, kein Überleben geplant
2. Das Ding aus der Tiefe
3. Begegnung im Eis
4. Tikals Erwachen
5. Entweiht
6. Die Zisterne
7. Gas
8. Eiskalt
9. Sternengezücht
10. Labyrinth
11. Bestimmung
12. Die Fracht
13. Unter dem Laken
14. Das Puppenhaus
15. Minotaurus
16. Mutiert
17. Tödliche Gedanken
18. Die Landung
19. Das Biest
20. Der Schlund
21. Das Tonband
22. Die Stille

#### Dark Trace – Spuren des Verbrechensvon Ascan von Bargen (2008–2010)
1. Die Bestie von Amsterdam
2. Das Imperium des Blutes
3. Der Florentinische Spiegel
4. Die Signatur des Mörders
5. Nachtschwärmer
6. Das Syndikat
7. Weißes Fleisch

#### Der wundersame Lord Athertonvon Andreas Masuth (2007–2009)
1. Teil 1
2. Teil 2
3. Teil 3
4. Teil 4
5. Teil 5
6. Teil 6

#### Detektiv Kolumbus & Sohn
Detektiv Kolumbus & Sohn ist eine Reihe von acht Kriminalhörspielen für die Jugend von Peter Riesenburg, die ab 1981 zunächst als LP/MC bei Maritim (Verlag Gruner + Jahr) erschienen war. Ihre Protagonisten sind der Privatdetektiv Donald Kolumbus und sein Sohn Aki, die gemeinsam unterschiedliche Fälle lösen. Dargestellt werden sie in allen Folgen von Lothar Grützner und Mark Seidenberg. Der feste Erzähler der Reihe ist Gottfried Kramer.
Produktion: Hans-Joachim Herwald

Ton: Hartmut Kulka

Regie: Hans Joachim Herwald / Peter Riesenburg

Buch: Peter Riesenburg
Folgen-Index:
1. Echtes Geld für falsche Pfiffe
2. Marken, Blüten und zwei schräge Vögel
3. Lösegeld für einen Dackel
4. Das Geheimnis des schwarzen Koffers
5. Die Jagd auf einen schwarzen Schatten
6. Das Geheimnis der indischen Briefe
7. Ein Phantom hinterlässt keine Spuren
8. Bei Rufmord gibt es viele Zeugen

#### Die Morde des Émile Poiretvon Ascan von Bargen (2009–2010)
1. Das Mysterium des Vollmond-Sees
2. Briefe um Mitternacht
3. Der Fluch der weißen Rose
4. Das Grab des Oliver Raymonds
5. Vanisia
6. Symphonie in Blut
7. Kathedrale des Unheils
8. Marrakesch

#### Die schwarze Sonnevon Günther Merlau (2006–2010; seit 2016)
1. Das Schloss der Schlange
2. Böses Erwachen
3. Weißes Gold
4. Vril
5. Akasha
6. Whitechapel
7. Goldene Morgenröte
8. Das verlorene Paradies
9. Die Herren der Welt
10. Aiwass
11. Heilige Geometrie
12. Die gekrümmte Zeit
13. Nedr Gwind
14. Dem Tode nah
15. Phasenraum
16. Anura
17. Hölle auf Erden
18. Reise zum Mittelpunkt der Sonne
19. Adam Qadmon
20. Gefangener No. 7
21. Atahualpa
22. Operation Epsilon
23. Die geheime Stadt

#### Dr. Morbiusvon Markus Auge (bis Folge 6) und Markus Duscheck (ab Folge 7) (seit 2010)
1. Mein dunkles Geheimnis
2. Blutgeld
3. Endstation Newport
4. Lautlos
5. Bedlam
6. Auf immer und ewig
7. Phönix
8. Rachegelüste
9. Abgründe
10. Hinterhalt
11. Das abgrundtief Böse
12. Wie Du mir, so ich Dir …
13. Wölfe
14. Hautnah
15. Ein alter Freund[10]

#### Gestatten, Piefkevon Patrick Holtheuer (bis Folge 2), Markus Topf (bis Folge 6) und Silke Walter (ab Folge 7)
1. Brennen muss Babelsberg
2. Die Katze von Köpenick
3. Das Monster von Moabit
4. Die Marionetten von Marzahn
5. Der Gentleman vom Grunewald
6. Alarm am Alex[11]
7. Der Satan von Spandau
8. Der Schlachter vom Schlesischen Bahnhof
9. Der Würger vom Westend
10. Mord in der Motzstraße
11. Panik im Panoptikum
12. Die Panzerknacker von Pankow
13. Schreiereien im Scheunenviertel
14. Horror am Halensee
15. Der Betrüger von Britz

#### Insignium – Im Zeichen des Kreuzesvon Ascan von Bargen (2010)
1. Keusche Hure
2. 33 Tage weißes Licht
3. Das schwarze Reich

#### Kurier Preston Aberdeenvon Andreas Masuth (2007–2010)
1. Preston Aberdeen und das giftigste Tier der Welt
2. Sehr viel Schotter für altes Holz
3. Eil-Couvert für LZ 127
4. Lindford Alley, 3 × läuten
5. Ein Paket von Mrs. Foster
6. Edinburgh nonstop in zwei Stunden, Teil 1
7. Edinburgh nonstop in zwei Stunden, Teil 2
8. Ein todsicheres Versteck
9. Unerwünschte Nebenwirkungen
10. Mumien auf Trafalgar Square

#### Planet Edenvon Andreas Masuth (2007–2010)
1. Teil 1
2. Teil 2
3. Teil 3
4. Teil 4
5. Teil 5
6. Teil 6

#### NYPDeadvon Andreas Masuth (bis Folge 9) und Markus Topf (ab Folge 10) (seit 2008)
1. Feuer und Flamme
2. Auf den ersten Blick
3. Spuren nach dem Tod
4. Virus per Mail
5. VX
6. Wassernixe
7. Endspiel
8. Auf Eis gelegt
9. Bandenkrieg
10. Sieben Jahre Angst
11. Außer Kontrolle

#### Top Secretvon Ellen B. Crown (2008–2010)
1. Herz aus Eis
2. Diadem
3. Tage des Zorn
4. Schwarzes Blut
5. White Night
6. Lazarus

#### Wayne McLairvon Paul Burghardt (2017-Heute)
1. Der Meisterdieb
2. Der Revolvermann, Teil 1
3. Der Revolvermann, Teil 2
4. Die Stimme
5. 15 schwarze Tränen
6. Der falsche Franzose
7. Die Feuerteufel
8. Aldermoor Asylum
9. Die Eisentochter
10. Der Feueropal
11. Laterna magica
12. Die blinde Uhrmacherin
13. R.I.P
14. Nigrum Iux
15. Der Hope-Diamant[12][13]
16. Die Bank of Ireland
17. Der nächste Meisterdieb
18. Whiskey im Sarg
19. Das Koboldgold
20. Das Opalfeuer
21. Der Blutmond
22. Des Meisters größte Schmach
23. Des Meisters größter Coup
24. Wayne McLair #24 – Live im Elbenwald

Bei den Produktionen, die mit * gekennzeichnet sind, handelt es sich um Hörspielreihen mit Einzelgeschichten ohne handlungsübergreifende Geschichten oder Personen.

## Vertrieb
Maritim vertreibt neben eigenen Audioproduktionen auch die digitalen Kataloge von anderen Verlagen. Dazu gehören Romantruhe, Winterzeit, Audionarchie, All Ears GmbH, Imaga, Märchenland und Gigaphon.